# Christiaan Alting von Geusau

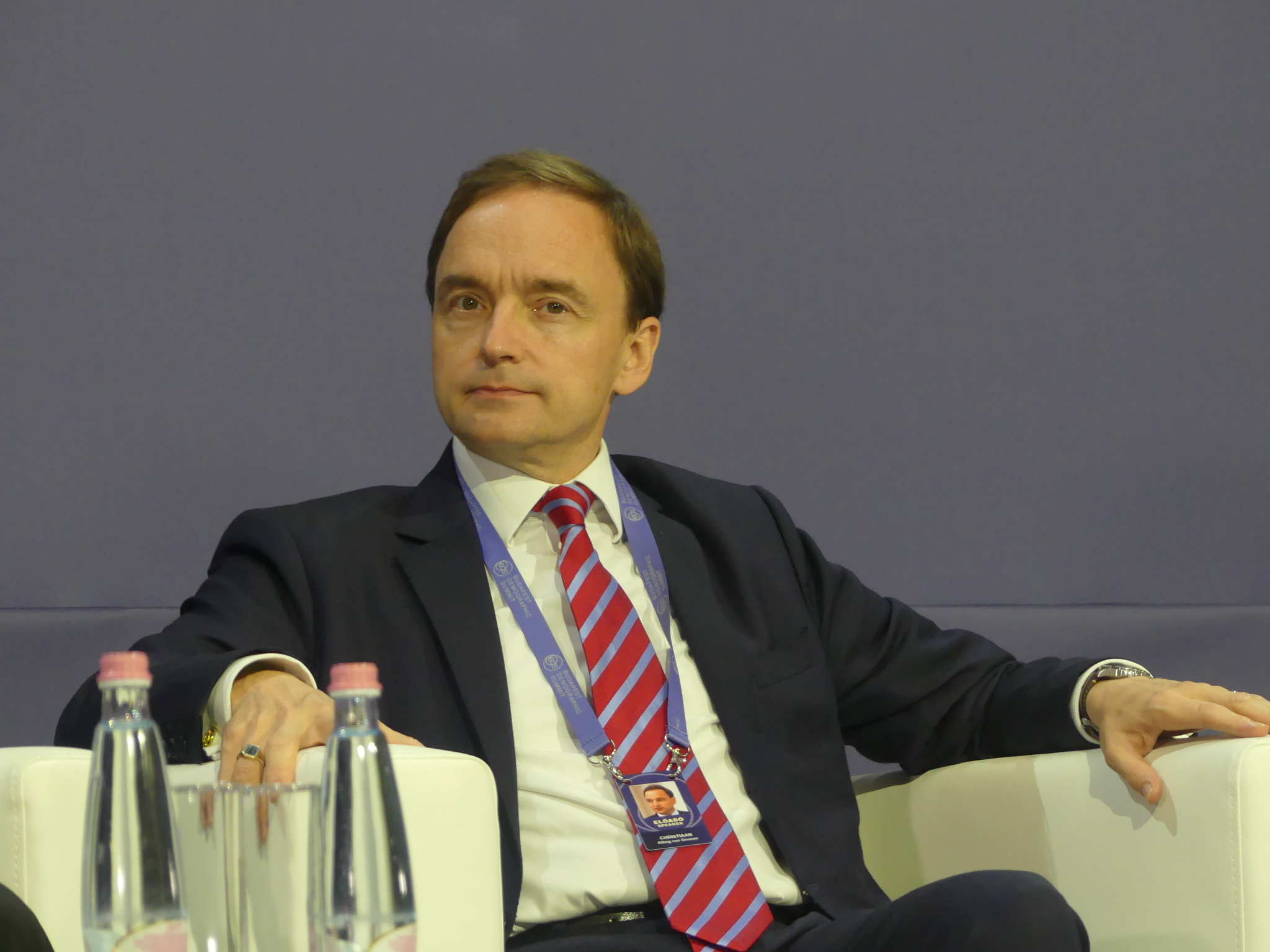
Christiaan Alting von Geusau (2023)

Christiaan W. J. M. Alting von Geusau (* 23. November 1971) ist ein niederländischer Rechtswissenschaftler.

## Leben
Christiaan Alting von Geusau besuchte als Schüler das Maurick College und das Vrijbergen Institut. Er studierte von 1990 bis 1991 Philosophie an der Franciscan University of Steubenville, von 1991 bis 1996 Rechtswissenschaft an der Universiteit Leiden (Mag. iur.), von 1996 bis 1997 an der Universität Heidelberg (LL.M.) und von 2008 bis 2012 an der Universität Wien (Dr. iur.). Seine Dissertation über die Menschenwürde schrieb er bei Gerhard Luf und Ernst Hirsch Ballin. Von 1997 bis 2004 war er Rechtsanwalt in Amsterdam und Brüssel.
Von 2014 bis 2023 war Alting von Geusau Rektor der Katholischen Hochschule ITI in Trumau (vorher: Internationales Theologisches Institut), an der er schon seit 2004 als Vizepräsident für Hochschulentwicklung und Leiter der Rechtsabteilung tätig gewesen war und an der er weiterhin als Professor für „Rechtsphilosophie und Christliche Erziehung“ lehrt. 2018 wurde er zudem zum Honorarprofessor an der Universität San Ignacio de Loyola mit Hauptsitz in Lima, Peru ernannt. 
2013 gründete Alting von Geusau die Schola Thomas Morus, ein katholisches Privatgymnasium in Baden bei Wien und seit 2017 in Trumau, Niederösterreich. 
Seit dessen Errichtung 2010 ist Alting von Geusau ebenfalls Präsident des International Catholic Legislators Network.

## Schriften (Auswahl)
- Human dignity and the law in post-war Europe. Roots and reality of an ambiguous concept. Wolf Legal Publishers, Oisterwijk 2013, ISBN 90-5850-958-3 (zugleich Dissertation, Wien 2012).
- Catholic education in the West. Roots, reality, and revival (= Christian social thought series. Band 19). Acton Institute, Grand Rapids 2013, ISBN 1938948572.